# Centrocalia
Genre
Centrocalia est un genre d'araignées aranéomorphes de la famille des Lamponidae.

## Distribution
Les espèces de ce genre sont endémiques de Nouvelle-Calédonie.

## Liste des espèces
Selon World Spider Catalog (version 17.5, 24/10/2016) :
- Centrocalia chazeaui Platnick, 2000
- Centrocalia lifoui (Berland, 1929)
- Centrocalia ningua Platnick, 2000

## Publication originale
- Platnick, 2000 : A relimitation and revision of the Australasian ground spider family Lamponidae (Araneae: Gnaphosoidea). Bulletin of the American Museum of Natural History, no 245, p. 1-330 (texte intégral).